# 北極圏の扉国立公園
北極圏の扉国立公園（ほっきょくけんのとびらこくりつこうえん、Gates of the Arctic National Park and Preserve） は、アラスカ州にある米国の大きな国立公園の1つである。公園は、北極線のちょうど北、完全に北極圏の中にある。主としてブルックス山脈 (Brooks Range) の一部からなり、面積は39,460 km²（13,238平方マイル）で、スイスとほぼ同じ大きさである。最初は、1978年12月1日国定公園として保護され、2年後の1980年国立公園となった。公園のかなりの部分は自然保護地域として保護されている。すなわち、29,322 km²（11,321平方マイル）の自然保護地域は、隣接するノアタック自然保護地域 (Noatak Wilderness Area) と一体となって米国最大の連続した自然保護地域を形作っている。年間の訪問者数は9,982人（2006年）、最寄の都市はアラスカ州フェアバンクスである。

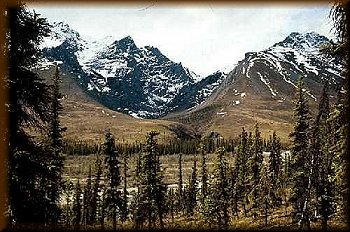
北極圏の扉国立公園

公園の名は1929年に遡る。自然保護活動家ボブ・マーシャル (Bob Marshall) は、コユークク川 (Koyukuk River) の北支流を探検し、川の両側に1つずつそびえる2つの山（フリジッド・クラッグズ (Frigid Crags) とボーリアル山 (Boreal Mountain) に遭遇した。彼はこの入口に「北極圏の扉」("Gates of the Arctic") と命名した。 
米国の国立公園としては例外的に、約1,500人の人が生活のため公園の資源に依存する場所である公園内の「住民自給自足地帯」 ("resident subsistence zone") にある10の小さな地域社会に住んでいる。
公園内には、しっかりした道、歩道、観光客用の施設、キャンプ場はない。しかし、ダルトン・ハイウェイ (Dalton Highway) （アラスカ州道11号線）が、公園の東境界線から5マイル内にまで来ている。国立公園局は、州道沿いにあるすぐ近くのコールドフット (Coldfoot) に小さなビジター・センターを維持している。
地形には、アレートでとがったブルックス山脈と自然のツンドラのなだらかに起伏する谷が含まれる。動物相にはヘラジカ、ハイイログマ、ドール・シープ (Dall sheep) 、クロクマ、オオカミ、トナカイが含まれる。
公園には、アリゲッチ・ピークス (Arrigetch Peaks) とIgikpak山 (Mount Igikpak)のような山がある。
また、次の6本の天然景勝河川 (Wild and Scenic River) がある。
- アラトナ川 (Alatna River) 134 km（83マイル）
- ジョン川 (John River) 84 km（52マイル）
- コバック川 (Kobuk River) 177 km（110マイル）
- コユークク川の北支流 164 km（102マイル）
- ノアタック川 (Noatak River) の一部
- Tinayguk川 (Tinayguk River) 71 km（44マイル）